# G. Lobo
O restaurante G. Lobo era uma conhecida e popular casa de pasto situada na cidade do Rio de Janeiro que funcionou de 1884 até 1905 como parte do Hotel Lobo, no número 135 da extinta rua General Câmara, na região central da cidade.

## História
Essa rua, a General Câmara, foi, inicialmente, denominada Antigo Caminho do Cruzeiro da Candelária e, depois, Caminho de Gonçalo Gonçalves. Foi também conhecida como Travessa do Azeite do Peixe, depois mudando para Rua dos Escrivães e Rua de Bom Jesus. Depois de por muito tempo ser denominada de Rua do Sabão da Cidade Velha, em 1870 passou finalmente a se denominar Rua General Câmara. A rua General Câmara terminou por desaparecer completamente quando da construção da Avenida Presidente Vargas, na década de 1940.
Seu proprietário mais conhecido foi o português de Margaride, João Alves Lobo. O escritor Pedro Nava, em seus livros Baú de Ossos e Chão de Ferro, o tornou conhecido ao afirmar que, nele, era preparada uma feijoada completa, servida às terças-feiras e sábados, e bastante apreciada.
| “ | No meu Baú de Ossos referi, repetindo Noronha Santos, que a feijoada completa é prato legitimamente carioca. Foi inventado na velha Rua General Câmara, no restaurante famoso de G. Lobo, cujo nome se dizia contraído em Globo. Grifei, agora, o 'inventado', para marcar bem marcado seu significado de 'achado'. Não se pode dizer que ele tenha sido criação espontânea. É antes a evolução venerável de pratos latinos como o cassoulet francês que é um ragout de feijão-branco com carne de ganso, de pato ou de carneiro – que pede a panela de grés – cassole – para ser preparado. | ” |

O restaurante G. Lobo deixou de existir quando, em 1905, no período das reformas urbanísticas do prefeito Pereira Passos, ocorreu o alargamento da rua Uruguaiana. No entanto, em nota contemporânea no livro de Luiz Gonçalves dos Santos (Rio de Janeiro, 1767-1844), "Memórias para servir a História o Reino do Brasil", o G. Lobo teria sobrevivido mais algum tempo, sob a propriedade de José Gomes Valente, ao se transferir para a então próxima rua do Hospício, no nº 137.
O G. Lobo, devido aos seus preços baixos e porções generosas, foi, também, um estabelecimento popular, para onde se dirigiam caixeiros, estudantes, boêmios, jornalistas e literatos. De forma bem-humorada, a população carioca o chamava de "O Globo dos pobretões", numa referência ao Café Globo, situado próximo, na rua Primeiro de Março, anexo ao Hotel Globo, que era muito frequentado na segunda metade do século XIX pela classe mais alta da cidade.